# ماري بوون
ماري بوون (بالإنجليزية: Mary Boone)‏ هي تاجرة أعمال فنية أمريكية، ولدت في 29 أكتوبر 1951 في إيري في الولايات المتحدة.

## وصلات خارجية
- ماري بوون على موقع الموسوعة البريطانية (الإنجليزية)